# 魏斯普里亚赫
魏斯普里亚赫是奥地利萨尔茨堡州隆高县的一个市镇。总面积80.2平方公里，总人口323人，人口密度4.0人/平方公里（2005年）。